# Gaimardia
Gaimardia Gaudich é um género botânico pertencente à família Centrolepidaceae.

## Espécies
- Gaimardia australis
- Gaimardia fitzgeraldi
- Gaimardia setacea